# Nuoto ai XVI Giochi paralimpici estivi - Staffette stile libero
Le gare di nuoto delle staffette stile libero ai XVI Giochi paralimpici estivi si sono svolte tra il 26 e il 31 agosto 2021 presso il Tokyo Aquatics Centre. 

## Programma
Sono stati disputati 5 eventi, uno dei quali sulla distanza di 4x50 metri e i restanti sulla distanza di 4x100 metri. La staffetta 4x50 comprendeva una serie di due batterie di qualificazione in mattinata. Tutte le finali sono state disputata nel pomeriggio/sera..
| Evento                      | Data   | Data   | Data   | Data   | Data   | Data   | Data   | Data   | Data   | Data   | Data   | Data   |
| Evento                      | Gio 26 | Gio 26 | Ven 27 | Ven 27 | Sab 28 | Sab 28 | Dom 29 | Dom 29 | Lun 30 | Lun 30 | Mar 31 | Mar 31 |
| Evento                      | M      | P      | M      | P      | M      | P      | M      | P      | M      | P      | M      | P      |
| --------------------------- | ------ | ------ | ------ | ------ | ------ | ------ | ------ | ------ | ------ | ------ | ------ | ------ |
| 4x50 metri 20 punti mista   | B      | F      |        |        |        |        |        |        |        |        |        |        |
| 4x100 metri S14 mista       |        |        |        |        |        | F      |        |        |        |        |        |        |
| 4x100 metri 34 punti donne  |        |        |        |        |        |        |        | F      |        |        |        |        |
| 4x100 metri 34 punti uomini |        |        |        |        |        |        |        |        |        | F      |        |        |
| 4x100 metri 49 punti mista  |        |        |        |        |        |        |        |        |        |        |        | F      |

| M | mattina | P | Pomeriggio/sera |

| B | Batterie di qualificazione | F | Finale per medaglia d'oro |

## Risultati
Tutti i tempi sono espressi in secondi. Gli atleti sono elencati in ordine di partenza, dall'alto in basso. Di fianco a ciascun nome, tra parentesi, è indicata la classificazione in cui rientrava (preceduta dalla lettera S).

### 4x50 metri 20 punti mista
Tra parentesi, oltre alla classificazione dell'atleta, è indicato anche il genere (femminile o maschile).
| Pos. | Nazioni       | Atleti | Tempo   | Note                |
| ---- | ------------- | --- | ------- | ------------------- |
|      | Cina          | Zhang Li (F, S5) Zheng Tao (M, S5) Yuan Weiyi (M, S5) Lu Dong (F, S5)                                            | 2:15,49 | Record mondiale     |
|      | Italia        | Giulia Terzi (F, S7) Arjola Trimi (F, S3) Luigi Beggiato (M, S4) Antonio Fantin (M, S6)                          | 2:21,45 | Record europeo      |
|      | Brasile       | Patricia Pereira (F, S4) Daniel Dias (M, S5) Joana Neves (F, S5) Talisson Glock (M, S6)                          | 2:24,82 | Record panamericano |
| 4    | Ucraina       | Denys Ostapchenko (M, S3) Yaroslav Semenenko (M, S5) Anna Hontar (F, S6) Yelyzaveta Mereshko (F, S6)             | 2:24,89 |                     |
| 5    | Spagna        | Teresa Perales (F, S5) Marta Fernández Infante (F, S6) David Sanchez Sierra (M, S6) Antoni Ponce Bertran (M, S5) | 2:25,66 |                     |
| 6    | RPC           | Nataliia Butkova (F, S4) Ani Palian (F, S7) Roman Zhdanov (M, S4) Artur Kubasov (M, S5)                          | 2:35,66 |                     |
| 7    | Turchia       | Koral Berkin Kutlu (M, S5) Sümeyye Boyacı (F, S5) Sevilay Öztürk (F, S5) Beytullah Eroğlu (M, S5)                | 2:42,43 |                     |
| 8    | Gran Bretagna | Tully Kearney (F, S5) Lyndon Longhorne (M, S4) Ellie Challis (F, S3) William Perry (M, S6)                       | 2:48,34 |                     |

### 4x100 metri S14 mista
Tutti gli atleti appartenevano alla classe S14, tra parentesi è indicato solo il genere (maschile o femminile).
| Pos. | Nazioni       | Atleti                                                                                     | Tempo   | Note                |
| ---- | ------------- | ------------------------------------------------------------------------------------------ | ------- | ------------------- |
|      | Gran Bretagna | Reece Dunn (M) Bethany Firth (F) Jessica-Jane Applegate (F) Jordan Catchpole (M)           | 3:40,63 | Record mondiale     |
|      | Australia     | Ricky Betar (M) Benjamin Hance (M) Ruby Storm (F) Madeleine McTernan (F)                   | 3:46,38 | Record oceaniano    |
|      | Brasile       | Gabriel Bandeira (M) Ana Karolina Soares (F) Débora Carneiro (F) Felipe Vila Real (M)      | 3:51,23 | Record panamericano |
| 4    | Giappone      | Dai Tokairin (M) Naohide Yamaguchi (M) Kasumi Fukui (F) Mami Inoue (F)                     | 3:57,18 | Record asiatico     |
| 5    | Hong Kong     | Tang Wai Lok (M) Chan Yui Lam (F) Hui Ka Chun (M) Cheung Ho Ying (F)                       | 4:00,86 |                     |
| –    | RPC           | Mikhail Kuliabin (M) Viacheslav Emeliantsev (M) Olga Poteshkina (F) Valeriia Shabalina (F) | –       | squalificata        |

### 4x100 metri 34 punti donne
| Pos. | Nazioni       | Atleti                                                                                        | Tempo   | Note         |
| ---- | ------------- | --------------------------------------------------------------------------------------------- | ------- | ------------ |
|      | Italia        | Xenia Francesca Palazzo (S8) Vittoria Bianco (S9) Giulia Terzi (S7) Alessia Scortechini (S10) | 4:24,85 |              |
|      | Australia     | Ellie Cole (S9) Isabella Vincent (S7) Emily Beecroft (S9) Ashleigh McConnell (S9)             | 4:26,82 |              |
|      | Canada        | Morgan Bird (S8) Katarina Roxon (S9) Sabrina Duchesne (S7) Aurelie Rivard (S10)               | 4:30,4  |              |
| 4    | Cina          | Jialing Xu (S9) Zhang Meng (S10) Jiang Yuyan (S6) Lingling Song (S6)                          | 4:33,21 |              |
| 5    | Ungheria      | Zsófia Konkoly (S9) Fanni Illés (S6) Kata Payer (S9) Bianka Pap (S10)                         | 4:38,66 |              |
| 6    | RPC           | Ani Palian (S7) Mariia Pavlova (S8) Elena Kliachkina (S9) Anastasiia Gontar (S10)             | 4:41,78 |              |
| –    | Gran Bretagna | Stephanie Millward (S9) Zara Mullooly (S10) Grace Harvey (S6) Toni Shaw (S9)                  | –       | squalificata |
| –    | Stati Uniti   | Natalie Sims (S9) Morgan Stickney (S8) Jessica Long (S8) Hannah Aspden (S9)                   | –       | squalificata |

### 4x100 metri 34 punti uomini
| Pos. | Nazioni     | Atleti                                                                                   | Tempo   | Note               |
| ---- | ----------- | ---------------------------------------------------------------------------------------- | ------- | ------------------ |
|      | Australia   | Rowan Crothers (S10) William Martin (S9) Matt Levy (S7) Ben Popham (S8)                  | 3:44,31 | Record paralimpico |
|      | Italia      | Antonio Fantin (S6) Simone Ciulli (S9) Simone Barlaam (S9) Stefano Raimondi (S10)        | 3:45,89 | Record europeo     |
|      | Ucraina     | Iurii Bozhynskyi (S9) Denys Dubrov (S8) Andrii Trusov (S7) Maksym Krypak (S10)           | 3:47,40 |                    |
| 4    | Brasile     | Ruiter Gonçalves (S9) Vanilton Filho (S9) Talisson Glock (S6) Phelipe Rodrigues (S10)    | 3:52,28 |                    |
| 5    | RPC         | Bogdan Mozgovoi (S9) Andrei Gladkov (S7) Andrei Nikolaev (S8) Dmitrii Bartasinskii (S10) | 3:54,34 |                    |
| 6    | Cina        | Yang Guanglong (S8) Liu Fengqi (S8) Yang Feng (S8) Xu Haijiao (S8)                       | 4:00,18 |                    |
| 7    | Spagna      | Jacobo Garrido (S9) Sergio Martos (S8) Iñigo Llopis Sanz (S8) José Antonio Mari (S9)     | 4:00,71 |                    |
| 8    | Stati Uniti | José Antonio Mari (S7) Joseph Peppersack (S8) Evan Austin (S7) Jamal Hill (S9)           | 4:13,94 |                    |

### 4x100 metri 49 punti mista
Tra parentesi, oltre alla classificazione dell'atleta, è indicato anche il genere (femminile o maschile).
| Pos. | Nazioni  | Atleta | Tempo   | Note               |
| ---- | -------- | --- | ------- | ------------------ |
|      | RPC      | Ilnur Garipov (M, S11) Anna Krivshina (F, S13) Daria Pikalova (F, S12) Vladimir Sotnikov (M, S13)                          | 3:53,79 | Record paralimpico |
|      | Brasile  | Wendell Pereira (M, S11) Douglas Matera (M, S13) Lucilene da Silva (F, S12) Maria Carolina Gomes Santiago (F, S12)         | 3:54,95 |                    |
|      | Ucraina  | Maryna Piddubna (F, S11) Maksym Veraksa (M, S12) Anna Stetsenko (F, S13) Kyrylo Garashchenko (M, S13)                      | 3:55,15 |                    |
| 4    | Spagna   | José Ramón Cantero Elvira (M, S11) María Delgado Nadal (F, S12) Ariadna Edo Beltrán (F, S13) Ivan Salguero Oteiza (M, S13) | 4:03,38 |                    |
| 5    | Giappone | Uchu Tomita (M, S11) Genki Saito (M, S13) Tomomi Ishiura (F, S11) Ayano Tsujiuchi (F, S13)                                 | 4:08,66 | Record asiatico    |
| 6    | Cina     | Hua Dongdong (M, S11) Li Guizhi (F, S11) Cai Liwen (F, S11) Yang Bozun (M, S11)                                            | 4:18,60 |                    |